# Grégory Miermont
Grégory Miermont, né le 16 juillet 1979 à Paris, est un mathématicien français qui travaille sur les probabilités, les arbres aléatoires et les cartes aléatoires.

## Biographie
Après le lycée, Grégory Miermont reçoit une formation de deux ans en Classe préparatoire aux grandes écoles à la fin de laquelle il a été admis à l'École normale supérieure à Paris. Il y étudie de 1998 à 2002, et passe l'année 2001-2002 en tant qu'étudiant invité à l'université de Californie à Berkeley. Il obtient son doctorat à l'université Pierre-et-Marie-Curie en 2003, sous la direction de Jean Bertoin.
Il devient ensuite chercheur au CNRS en 2004 à l'université Paris-Sud et à l'École normale supérieure, et il est promu au rang de professeur en 2009. Depuis 2012, il est professeur à l'École normale supérieure de Lyon, il est membre de l'unité de mathématiques pures et appliquées, et membre junior de l'Institut universitaire de France (IUF).

## Travail
Grégory Miermont a travaillé sur la théorie des probabilités, plus précisément sur la géométrie et les limites d'échelle des cartes planaires aléatoires, et sur la fragmentation liée aux arbres aléatoires. 
Il s'est intéressé à l'arbre brownien, notamment sa représentation approchée par des programmes informatiques.

## Prix et distinctions
- 2007 : Prix de la Fondation des sciences mathématiques de Paris
- 2009 : Prix Rollo Davidson
- 2012 : Prix EMS de la Société mathématique européenne
- 2013 : Membre junior de l'Institut universitaire de France[6]
- 2014 : Prix Doeblin[7]
- 2015 : conférencier Medallion: Compact Brownien Surfaces[8]
- 2016 : Prix Jaffé
- 2017 : Médaille d'argent du CNRS[9]

## Sélection de publications
- G. Miermont, Self-similar fragmentations derived from the stable tree. I. Splitting at heights, Probab. Theory Related Fields, 127 (2003), p. 423–454 DOI 10.1007/s00440-003-0295-x.
- B. Haas et G. Miermont, The genealogy of self-similar fragmentations with negative index as a continuum random tree, Electron. J. Probab, 9 (2004), pp. no 4, 57-97 DOI 10.1214/EJP.v9-187.
- G. Miermont, Mosaïques sur des cartes aléatoires en genre arbitraire, Ann. Scientific. Ce. Norme. Supér. 42, fascicule 5, 725-781 (2009). URL
- G. Miermont, The Brownian map is the scaling limit of uniform random plane quadrangulations. Acta Math. 210, 319-401 (2013) DOI 10.1007/s11511-013-0096-8.
- (en) Jean-François Marckert et Grégory Miermont, « Invariance principles for random bipartite planar maps », Ann. Probab., vol. 35, no 5,‎ 2007, p. 1642-1705 (lire en ligne)
- Miermont, Grégory et Weill, Mathilde : Radius and profile of random planar maps with faces of arbitrary degrees, Electron. J. Probab. 13 (2008) 79–106 , Math Reviews MR2375600
- Miermont, Grégory : Invariance principles for spatial multitype Galton-Watson trees, Ann. Inst. Henri Poincaré Probab. , Stat. 44 (2008) 1128–1161 , Math Reviews MR2469338 .